# 빅토르 줍코프
빅토르 알렉세예비치 줍코프(러시아어: Ви́ктор Алексе́евич Зубко́в, 1941년 9월 15일 ~ )는 러시아 연방의 공무원, 정치인, 사업가로 2007년부터 2008년까지 제36대 러시아의 총리를 지냈다. 빅토르 알렉세예비치 줍코프는 드미트리 메드베데프 러시아 연방 대통령정권 시기, 블라디미르 푸틴 러시아 연방 정부의장 밑에서 러시아 연방정부 제1부의장을 지내기도 했다. 2008년에는 러시아 연방 최대 규모의 기업이자 세계에서 큰 입지를 차지하는 석유, 천연가스 가스프롬의 이사회 의장에 임명되면서 가스프롬 이사회 의장과 러시아 연방 정부 제1부의장을 겸직한 바 있다.